# Zeď (kniha)
Zeď (francouzsky: Le Mur) je název souboru pěti novel Jeana Paula Sartrea. Kniha byla vydána v roce 1939. Příběhy jsou koncipovány jako existencialistické fikce. Autor dílo dedikoval své dlouholeté přítelkyni Olze Kosakiewiczové, bývalé studentce Simone de Beauvoirové.
| „                  | Všechny tyto útěky jsou zastaveny Zdí; utíkat před existencí znamená pořád existovat. Existence je plnost, kterou člověk nemůže opustit. | “ |
| — Jean-Paul Sartre | |   |

## Vznik novel
Cyklus pěti příběhů vznikl v průběhu tří let. Několik novel bylo vydáno před rokem 1939 samostatně, ovšem po souborném vydání knihy Zeď již byly povídky uvolňovány pouze společně.

## Děj novel

### Zeď
Titulní povídka knihy napsané v roce 1939 je z období španělské občanské války. Pojednává o třech zatčených levicových republikánech, kteří jsou bez řádného soudního procesu falangisty odsouzeni k smrti zastřelením. Rozsudek má být vykonán následující ráno.
Jedná se o mladého Juana Mirbala, který tvrdí, že se na rozdíl od svého anarchistiského bratra Josého neúčastnil žádných akcí. Nechápe, proč byl uvězněn a odsouzen k smrti. Druhým odsouzencem je Tom Steinbock sloužící v Mezinárodní brigádě, jenž v rozhovoru s kolegy noc před popravou popisuje své činy a vraždy. Vypravěčem je třetí vězeň, Pablo Ibbieta. Hlavní část se odehrává během noci před popravou. Sartre zde popisuje psychický a fyzický stav člověka, který si je vědom blízké smrti. Pablo říká: "Život neměl cenu, protože byl u konce."
Nad ránem jsou Juan a Tom odvedeni na popraviště. Pablo je překvapen, když jej odvedou do jiné místnosti, kde má výměnou za svůj život poskytnout informace o úkrytu vůdce skupiny, Ramóna Grise. Ví, že vůdce je ukrytý u bratrance. Rozhodne se přivést nepřátele na falešnou stopu a tvrdí, že Ramón Gris je ukrytý na hřbitově. Za krátkou chvíli se vyšetřovatel vrací do místnosti, Pablo očekává svoji smrt. Přesto je odveden na dvůr a nic se neděje; žije. Od nového vězně se dovídá, že Ramón Gris před několika dny opustil původní úkryt a schoval se na hřbitově, kde jej dopoledne zastřelili.

### Místnost
Příběh pojednává o rodině Darbédatově. Stará nemocná matka potřebuje péči, vede pravidelné rozhovory se svým mužem Charlesem, které ji stresují. Jejich dcera Eva žije řadu let s duševně nemocným Pierrem, který jako ona neopouští byt. Eva se o něj stará a sdílí jeho osud. Pierrův stav se zhoršuje, trpí halucinacemi, ženu oslovuje Agáto a lékař Franchot mu dává poměrně krátký čas na to, než zcela opustí realitu.
Když se Charles Darbédat dozví od své ženy, že s ním Eva stále udržuje intimní vztah, rozhodne se jí přesvědčit, aby byl Pierre hospitalizován na klinice a ona začala nový šťastnější život. Přesto neuspěje, pouto mezi ní a mužem je příliš velké. Po dalším z řady blouznivých stavů Eva přitiskne rty k manželově ruce a tiše pronese, že ho zabije dřív, než bude muset být internován na klinice.

### Hérostratos
Hérostratos se proslavil jediným činem, zapálením Artemidina chrámu v Efesu. Také hlavní hrdina Paul Hilbert je ničím nevýznamný pařížský zaměstnanec, který žije samotářským způsobem života. Pohrdá lidmi a nenávidí je. Navštěvuje veřejný dům, kde sleduje nahé prostitutky, ale tělesný kontakt je mu odporný.
Je fascinován velkým činem – sní o tom, že vyjde na ulici a postřílí několik lidí, čímž se zapíše do dějin. Po výpovědi z práce přebývá v bytě a po útratě posledních peněz se rozhoduje k činu. Ještě před tím odešle 102 kopií dopisu slavným francouzským spisovatelům, v němž vysvětluje svou motivaci. Nakonec ve špatném psychickém stavu vychází do pařížských ulic, kde se jej ptá hledající chodec na konkrétní ulici. Hilbert mu vpálí tři kulky do břicha, začíná utíkat před dopadením, vystřelí další dvě kulky, aby unikl davu a zaběhne do kavárny, kde se uzamkne na toaletě. Je v koncích, zbývá poslední kulka, kterou zamýšlí spáchat sebevraždu. Slyší jak ho kdosi vyzývá, aby odemkl, vzdal se a že mu nic neudělají. Revolver si strčí do úst, ale nemůže zmáčknou spoušť. Vyndá ho, hodí na zem a otevře dveře.

### Intimita
Lucienne Crispinová zvaná Lulu a Henri jsou manželé, intimně spolu nežijí a vztah má pouze formální charakter. S trápeními se žena již několik let svěřuje v kavárně své přítelkyni Rirretě. Ta na ni naléhá, aby mrtvý poměr neudržovala a od manžela odešla. Lule se dvoří atraktivní muž Pierre, jenž se jí také líbí a sama sní o tom, že spolu odjedou do jeho vily k moři v Nizze. Poté, co dá Henri facku jejímu mladšímu bratru, pohár trpělivosti přeteče. Ráno Lulu odchází do práce a nechává manželovi na stole vzkaz, že má uvařenou čočku a definitivně od něj odchází. Odpoledne to sděluje Rirretě, prozatím bude bydlet v malém pařížském hotelu. S Pierrem je smluvená, že spolu odjedou do Nizzy, tak jak zamýšleli. Společně s Rirretou jdou z odpolední kávy nakupovat a na ulici potkávají Henriho, který je dohání a zoufale naléhá, aby se s ním manželka vrátila domů. Ta ujíždí taxíkem. Večer na hotelovém pokoji, když po milování s Pierrem osiří, dostává výčitky svědomí a zjišťuje, že pouto k manželovi je pevnější než očekávala. Je rozhodnuta jít ještě jednou do bytu a rozejít se s ním v přátelství. Henriho nachází v depresi, říká mu, že odjíždí pryč. Přes jeho prosby odchází.
Dopoledne však Pierre na hotelovém pokoji objevuje pouze její lístek, ve kterém sděluje, že ji na hotelu navštívili sousedé Texierovi a přemlouvali, ať se vrátí domů, že je manžel v koncích. Pierra prý miluje, chce ho nadále vídat, ale nemůže s ním odjet. Musí se zodpovědně postarat o muže. Jen je Pierrovi zvláštní, jak ji na hotelu nalezli sousedé z domu...?

### Mládí vůdce
Příběh je vyprávěn z perspektivy Luciena Fleuriera, který se narodil do rodiny malého průmyslníka zaměstnávajícího na sto dělníků. Je předurčen převzít otcovu pozici a být vůdčím duchem. Malý Lucien prochází od prvních krůčků postupným procesem sebeuvědomování, kdy začíná vnímat, že existují rozdíly mezi mužským a ženským pohlavím, pak nastupuje období vzdoru, uvědomuje si, že by měl milovat rodiče a předstírá chování a pravidla, která vyžaduje všeobecná konvence. Má komplexy, v životě je neukotven a stále hledá jeho smysl. Dospívá k názoru, že nic ani on neexistuje, vše je jen přelud. Na konci prázdnin si naplánuje vykonat sebevraždu malým revolverem uloženým v maminčině stole. Nakonec se k ní neodhodlá.
Na gymnáziu se prostřednictvím stejně tápajícího spolužáka Berliaka seznamuje se surrealistou Bergérem, jehož vlivu na čas zcela propadne. Čte Rimbauda, objevuje Freudovu psychoanalýzu, má nutkání vypravit se za ním do Vídně, uvědomuje si, že je mu vlastní oidipovský komplex, přestože je heterosexuální orientace poddává se svému „učiteli“ na pokoji během výletu. Trpí výčitkami, je sám sebou zhnusen a obává se vyzrazení intimního poměru s jiným mužem, které by jistě ohrozilo jeho budoucnost. Přerušuje další kontakty s ním i Berliakem. Navazuje přátelství se spolužákem Guigardem, vyráží spolu do společnosti. Poznává první lásku Maud, ale nemíní se vázat. Kamarád ho přivádí do skupiny mladých radikálních přátel, v níž se mu zalíbí. Tvrdě propagují francouzský nacionalismus, Lucien je sám silným antisemitou a je na to hrdý.
Na ulici zkopou do bezvědomí chodce, který četl komunistický deník L'Humanité. Našel svou novou identitu, dozrál čas na změnu, nechal za sebou období hledání a nejistoty, jeho existence má jasný cíl, bude se chovat odpovědně, dostuduje vysokou školu, nahradí otce ve vůdcovské pozici firmy, brzy se ožení a bude mít kupu dětí. Z mladíka se stal muž, tu existenciální změnu je nutné světu zvěstovat ještě novým pěstěným knírem.

## Vydání v češtině
- Zeď. Praha : Státní nakladatelství krásné literatury a umění. 1965, překlad Eva Musilová a Josef Čermák.
- Zeď. Praha : Odeon. 1992, překlad Eva Musilová a Josef Čermák.
- Zeď ; Nevolnost. Praha : Levné knihy KMA 1. 2001, Eva Musilová, Josef Čermák a Dagmar Steinová.
- Zeď ; Nevolnost. Praha : Levné knihy KMA 1. 2003, překlad Eva Musilová, Josef Čermák a Dagmar Steinová.